# San Pedro Mártir Yucuxaco (kommun)
San Pedro Mártir Yucuxaco är en kommun i Mexiko.   Den ligger i delstaten Oaxaca, i den sydöstra delen av landet, 270 km sydost om huvudstaden Mexico City.
Följande samhällen finns i San Pedro Mártir Yucuxaco:
- San Pedro Mártir Yucuxaco
- La Ampliación Yucuxaco
- Las Peñas